# Ministri della marina di Francia
Il ministro della Marina (Ministère de la Marine), oggi accorpato al ministero della Difesa, era un ministero esistito durante l'Ancien Régime.
Inizialmente era denominato Segretario di Stato della Marina. Nel 1791, questo titolo fu cambiato in Ministro della Marina. Prima di gennaio 1893, questa posizione aveva responsabilità delle colonie francesi, ed era generalmente noto come ministro della Marina e delle colonie. Nel 1947 il ministero navale fu assorbito dal ministero della Difesa e riferì al primo ministro francese e al presidente della Repubblica francese al Palazzo dell'Eliseo.

## Segretario di Stato della Marina, 1547-1790 (Ancien régime)
| Segretario | Da                | A |
| Côme Clausse, signore di Marchaumont                                                                          | 14 settembre 1547 | 1558                                                                                                  |
| Florimond II Robertet, signore di Fresnes                                                                     | 1558              | ottobre 1567                                                                                          |
| Claude de l'Aubespine, signore d'Hauterive                                                                    | 1 aprile 1547     | 1567                                                                                                  |
| Jacques Bourdin, signore di Villeines                                                                         | 1558              | 1567                                                                                                  |
| Martin Ruzé, signore di Beaulieu                                                                              | 15 settembre 1588 | 6 novembre 1613                                                                                       |
| Antoine de Loménie, signore della Ville aux Clercs                                                            | 7 novembre 1613   | 10 agosto 1615 (ha lasciato il suo posto in questa data, ma ha mantenuto la precedenza e le funzioni) |
| Henri Auguste de Loménie, signore della Ville aux Clercs                                                      | 13 luglio 1615    | febbraio 1643                                                                                         |
| Henry de Guénegaud, marchese di Plancy                                                                        | 23 marzo 1643     | 1662                                                                                                  |
| Hugues de Lionne, marchese di Fresne                                                                          | 4 febbraio 1662   | 1669                                                                                                  |
| Jean-Baptiste Colbert                                                                                         | 7 marzo 1669      | 1683                                                                                                  |
| Jean-Baptiste Colbert de Seignelay, marche di Seignelay                                                       | settembre 1683    | 3 novembre 1690                                                                                       |
| Louis Phélypeaux, conte di Pontchartrain                                                                      | 7 novembre 1690   | 6 settembre 1699                                                                                      |
| Jérôme Phélypeaux, conte di Pontchartrain                                                                     | 6 settembre 1699  | 1 ottobre 1715                                                                                        |
| Luigi Alessandro di Borbone, conte di Tolosa e Victor Marie d'Estrées (Presidenti del Consiglio della Marina) | 1 ottobre 1715    | 24 settembre 1718                                                                                     |
| Joseph Jean Baptiste Fleuriau d'Armenonville                                                                  | 24 settembre 1718 | 28 febbraio 1722                                                                                      |
| Charles Jean-Baptiste Fleuriau, conte di Morville                                                             | 28 febbraio 1722  | 16 agosto 1723                                                                                        |
| Jean-Frédéric Phélypeaux, conte di Maurepas                                                                   | 16 agosto 1723    | 23 aprile 1749                                                                                        |
| Antoine Louis Rouillé                                                                                         | 30 aprile 1749    | 24 luglio 1754                                                                                        |
| Jean-Baptiste de Machault d'Arnouville                                                                        | 24 luglio 1754    | 1 febbraio 1757                                                                                       |
| François Marie Peyrenc de Moras                                                                               | 1 febbraio 1757   | 31 maggio 1758                                                                                        |
| Claude Louis d'Espinchal, marchese di Massiac                                                                 | 31 maggio 1758    | 31 ottobre 1758                                                                                       |
| Nicolas René Berryer                                                                                          | 31 ottobre 1758   | 13 ottobre 1761                                                                                       |
| Étienne François, duca di Choiseul                                                                            | 13 ottobre 1761   | 10 aprile 1766                                                                                        |
| César Gabriel de Choiseul-Chevigny, duca di Praslin                                                           | 10 aprile 1766    | 24 dicembre 1770                                                                                      |
| Joseph Marie Terray                                                                                           | 24 dicembre 1770  | 9 aprile 1771                                                                                         |
| Pierre Étienne Bourgeois de Boynes                                                                            | 9 aprile 1771     | 20 luglio 1774                                                                                        |
| Anne Robert Jacques Turgot                                                                                    | 20 luglio 1774    | 24 agosto 1774                                                                                        |
| Antoine de Sartine                                                                                            | 24 agosto 1774    | 13 ottobre 1780                                                                                       |
| Charles Eugène Gabriel de La Croix, marchese di Castries                                                      | 13 ottobre 1780   | 24 agosto 1787                                                                                        |
| Armand Marc, conte di Montmorin Saint-Hérem                                                                   | 25 agosto 1787    | 24 dicembre 1787                                                                                      |
| César Henri, conte di La Luzerne                                                                              | 24 dicembre 1787  | 13 luglio 1789                                                                                        |
| Arnaud de La Porte                                                                                            | 13 luglio 1789    | 16 luglio 1789                                                                                        |
| César Henri, conte di La Luzerne                                                                              | 16 luglio 1789    | 26 ottobre 1790                                                                                       |

## Ministro della Marina e delle Colonie, dal 1790 al Consolato
| Ministro                                        | Da                | A                 |
| Charles Pierre Claret de Fleuriau               | 26 ottobre 1790   | 17 maggio 1791    |
| Antoine Jean Marie Thévenard                    | 17 maggio 1791    | 18 settembre 1791 |
| Claude Antoine Valdec de Lessart                | 18 settembre 1791 | 7 ottobre 1791    |
| Antoine François, comte Bertrand de Molleville  | 7 ottobre 1791    | 16 marzo 1792     |
| Jean de Lacoste                                 | 16 marzo 1792     | 21 luglio 1792    |
| François Joseph de Gratet, vicomte Dubouchage   | 21 luglio 1792    | 10 agosto 1792    |
| Gaspard Monge                                   | 10 agosto 1792    | 10 aprile 1793    |
| Jean Dalbarade (commissario dal 20 aprile 1794) | 10 aprile 1793    | 2 luglio 1795     |
| Jean-Claude Redon de Beaupréau (commissario)    | 2 luglio 1795     | 4 novembre 1795   |
| Laurent Jean François Truguet                   | 4 novembre 1795   | 15 luglio 1797    |
| Georges René Le Peley de Pléville               | 15 luglio 1797    | 27 aprile 1798    |
| Eustache Bruix                                  | 27 aprile 1798    | 4 marzo 1799      |
| Charles Maurice de Talleyrand-Périgord          | 7 marzo 1799      | 2 luglio 1799     |
| Marc Antoine Bourdon de Vatry                   | 2 luglio 1799     | 22 novembre 1799  |

## Consolato e Primo Impero francese
| Ministro                         | Da               | A                |
| Pierre-Alexandre-Laurent Forfait | 22 novembre 1799 | 3 ottobre 1801   |
| Denis Decrès                     | 3 ottobre 1801   | 1 aprile 1814    |
| Pierre Victor, barone Malouet    | 3 aprile 1814    | 7 settembre 1814 |

## Prima Restaurazione
| Ministro               | Da               | A             |
| Jacques, conte Beugnot | 7 settembre 1814 | 20 marzo 1815 |

## Cento giorni (Dal 20 marzo 1815 al 22 giugno 1815)
| Ministro          | Da            | A             |
| Denis, duc Decrès | 20 marzo 1815 | 7 luglio 1815 |

## Seconda restaurazione (Dall'8 luglio 1815 al 2 agosto 1830)
| Ministro                                       | Da                | A                 |
| François Arnail de Jaucourt, conte di Jaucourt | 9 luglio 1815     | 26 settembre 1815 |
| François Joseph de Gratet, visconte Dubouchage | 26 settembre 1815 | 23 giugno 1817    |
| Laurent, marchese di Gouvion Saint-Cyr         | 23 giugno 1817    | 12 settembre 1817 |
| Mathieu Louis, conte Molé                      | 12 settembre 1817 | 29 dicembre 1818  |
| Pierre Barthélemy, barone Portal               | 29 dicembre 1818  | 14 dicembre 1821  |
| Aimé, duca di Clermont-Tonnerre                | 14 dicembre 1821  | 4 agosto 1824     |
| Christophe, conte di Chabrol de Crouzol        | 4 agosto 1824     | 3 marzo 1828      |
| Jean-Guillaume, baron Hyde de Neuville         | 3 marzo 1828      | 8 agosto 1829     |
| Henri Gauthier, conte di Rigny                 | 8 agosto 1829     | 23 agosto 1829    |
| Charles Lemercier de Longpré, barone d'Haussez | 23 agosto 1829    | 31 luglio 1830    |
| Henri Gauthier, conte di Rigny                 | 31 luglio 1830    | 11 agosto 1830    |

## Monarchia di Luglio (Dal 9 agosto 1830 al 24 febbraio 1848)
| Ministro                                   | Da               | A                |
| Horace François Bastien, barone Sébastiani | 11 agosto 1830   | 17 novembre 1830 |
| Antoine, conte d'Argout                    | 17 novembre 1830 | 13 marzo 1831    |
| Henri Gauthier, conte di Rigny             | 13 marzo 1831    | 4 aprile 1834    |
| Albin Reine, barone Roussin                | 4 aprile 1834    | 19 maggio 1834   |
| Louis Léon, conten Jacob                   | 19 maggio 1834   | 10 novembre 1834 |
| Charles, barone Dupin                      | 10 novembre 1834 | 18 novembre 1834 |
| Victor Guy, barone Duperré                 | 18 novembre 1834 | 6 settembre 1836 |
| Claude Charles Marie du Campe de Rosamel   | 6 settembre 1836 | 31 marzo 1839    |
| Jean Marguerite Tupinier                   | 31 marzo 1839    | 12 maggio 1839   |
| Victor Guy, barone Duperré                 | 12 maggio 1839   | 1 marzo 1840     |
| Albin Reine, barone Roussin                | 1 marzo 1840     | 29 ottobre 1840  |
| Victor Guy, barone Duperré                 | 29 ottobre 1840  | 7 febbraio 1843  |
| Albin Reine, barone Roussin                | 7 febbraio 1843  | 24 luglio 1843   |
| Ange René Armand, barone di Mackau         | 24 luglio 1843   | 9 maggio 1847    |
| Louis Napoléon Lannes, duca di Montebello  | 9 maggio 1847    | 24 febbraio 1848 |

## Seconda repubblica francese
| Ministro                                        | Da               | A                |
| François Arago                                  | 24 febbraio 1848 | 11 maggio 1848   |
| Joseph Grégoire Casy                            | 11 maggio 1848   | 28 giugno 1848   |
| Jules Bastide                                   | 28 giugno 1848   | 17 luglio 1848   |
| Raymond-Jean-Baptiste de Verninac Saint-Maur    | 17 luglio 1848   | 20 dicembre 1848 |
| Alexandre César Victor Charles Destutt de Tracy | 20 dicembre 1848 | 31 ottobre 1849  |
| Joseph Romain-Desfossés                         | 31 ottobre 1849  | 9 gennaio 1851   |
| Théodore Ducos                                  | 9 gennaio 1851   | 24 gennaio 1851  |
| Auguste-Nicolas Vaillant                        | 24 gennaio 1851  | 10 aprile 1851   |
| Justin de Chasseloup-Laubat                     | 10 aprile 1851   | 26 ottobre 1851  |

## Secondo Impero francese
| Ministro                     | Da               | A                |
| Hippolyte Fortoul            | 26 ottobre 1851  | 3 dicembre 1851  |
| Théodore Ducos               | 3 dicembre 1851  | 17 aprile 1855   |
| Ferdinand Hamelin            | 19 aprile 1855   | 24 novembre 1860 |
| Justin de Chasseloup-Laubat  | 24 novembre 1860 | 20 gennaio 1867  |
| Charles Rigault de Genouilly | 20 gennaio 1867  | 4 settembre 1870 |

## Terza Repubblica francese

### Ministro della Marina e delle Colonie
| Ministro                                            | Da               | A                |
| Léon Martin Fourichon                               | 4 settembre 1870 | 19 febbraio 1871 |
| Louis Marie Alexis Pothuau                          | 19 febbraio 1871 | 25 maggio 1873   |
| Charles Dompierre d'Hormoy                          | 25 maggio 1873   | 22 maggio 1874   |
| Louis Raymond de Montaignac de Chauvance            | 22 maggio 1874   | 9 marzo 1876     |
| Léon Martin Fourichon                               | 9 marzo 1876     | 17 maggio 1877   |
| Albert Gicquel des Touches                          | 17 maggio 1877   | 23 novembre 1877 |
| Albert Roussin                                      | 23 novembre 1877 | 13 dicembre 1877 |
| Louis Marie Alexis Pothuau                          | 13 dicembre 1877 | 4 febbraio 1879  |
| Jean-Bernard Jauréguiberry                          | 4 febbraio 1879  | 29 gennaio 1880  |
| Georges Charles Cloué                               | 29 gennaio 1880  | 14 novembre 1881 |
| Auguste Gougeard (Ministro della Marina)            | 14 novembre 1881 | 30 gennaio 1882  |
| Jean Bernard Jauréguiberry                          | 30 gennaio 1882  | 29 gennaio 1883  |
| François de Mahy                                    | 31 gennaio 1883  | 21 febbraio 1883 |
| Charles Brun                                        | 21 febbraio 1883 | 9 agosto 1883    |
| Alexandre Louis François Peyron                     | 9 agosto 1883    | 6 aprile 1885    |
| Charles Eugène Galiber                              | 6 aprile 1885    | 7 gennaio 1886   |
| Théophile Aube                                      | 7 gennaio 1886   | 30 maggio 1887   |
| Édouard Barbey                                      | 30 maggio 1887   | 12 dicembre 1887 |
| François de Mahy                                    | 12 dicembre 1887 | 5 gennaio 1888   |
| Jules François Émile Krantz                         | 5 gennaio 1888   | 22 febbraio 1889 |
| Benjamin Jaurès                                     | 22 febbraio 1889 | 13 marzo 1889    |
| Jules François Émile Krantz (Ministro della Marina) | 19 marzo 1889    | 10 novembre 1889 |
| Édouard Barbey (Ministro della Marina)              | 10 novembre 1889 | 27 febbraio 1892 |
| Godefroy Cavaignac (Ministro della Marina)          | 27 febbraio 1892 | 8 marzo 1892     |
| Auguste Burdeau                                     | 8 marzo 1892     | 11 gennaio 1893  |

### Ministri della Marina
| Mistro                                                        | Da                | A                 |
| Adrien, Barthélemy, Louis, Henri Rieunier                     | 12 gennaio 1893   | 3 dicembre 1893   |
| Auguste Lefèvre                                               | 3 dicembre 1893   | 30 maggio 1894    |
| Félix Faure                                                   | 30 maggio 1894    | 17 gennaio 1895   |
| Armand Louis Charles Gustave Besnard                          | 17 gennaio 1895   | 1 novembre 1895   |
| Édouard Locroy                                                | 1 novembre 1895   | 29 aprile 1896    |
| Armand Louis Charles Gustave Besnard                          | 29 aprile 1896    | 28 giugno 1898    |
| Édouard Locroy                                                | 28 giugno 1898    | 22 giugno 1899    |
| Jean-Marie de Lanessan                                        | 22 giugno 1899    | 7 giugno 1902     |
| Charles Camille Pelletan                                      | 7 giugno 1902     | 24 gennaio 1905   |
| Gaston Thomson                                                | 24 gennaio 1905   | 22 ottobre 1908   |
| Alfred Picard                                                 | 22 ottobre 1908   | 24 luglio 1909    |
| Augustin Boué de Lapeyrère                                    | 24 luglio 1909    | 2 marzo 1911      |
| Théophile Delcassé                                            | 2 marzo 1911      | 21 gennaio 1913   |
| Pierre Baudin                                                 | 21 gennaio 1913   | 9 dicembre 1913   |
| Ernest Monis                                                  | 9 dicembre 1913   | 20 marzo 1914     |
| Armand Gauthier de l'Aude                                     | 20 marzo 1914     | 9 giugno 1914     |
| Émile Chautemps                                               | 9 giugno 1914     | 13 giugno 1914    |
| Armand Gauthier de l'Aude                                     | 13 giugno 1914    | 3 agosto 1914     |
| Victor Augagneur                                              | 3 agosto 1914     | 29 ottobre 1915   |
| Lucien Lacaze                                                 | 29 ottobre 1915   | 2 agosto 1917     |
| Charles Chaumet                                               | 2 agosto 1917     | 16 novembre 1917  |
| Georges Leygues                                               | 16 novembre 1917  | 20 gennaio 1920   |
| Adolphe Landry                                                | 20 gennaio 1920   | 16 gennaio 1921   |
| Gabriel Guist'hau                                             | 16 gennaio 1921   | 15 gennaio 1922   |
| Flaminius Raiberti                                            | 15 gennaio 1922   | 29 marzo 1924     |
| Maurice Bokanowski                                            | 29 marzo 1924     | 9 giugno 1924     |
| Désiré Ferry                                                  | 9 giugno 1924     | 14 giugno 1924    |
| Jacques-Louis Dumesnil                                        | 14 giugno 1924    | 17 aprile 1925    |
| Émile Borel                                                   | 17 aprile 1925    | 28 novembre 1925  |
| Georges Leygues                                               | 28 novembre 1925  | 19 luglio 1926    |
| René Renoult                                                  | 19 luglio 1926    | 23 luglio 1926    |
| Georges Leygues                                               | 23 luglio 1926    | 21 febbraio 1930  |
| Albert Sarraut                                                | 21 febbraio 1930  | 2 marzo 1930      |
| Jacques-Louis Dumesnil                                        | 2 marzo 1930      | 13 dicembre 1930  |
| Albert Sarraut                                                | 13 dicembre 1930  | 27 gennaio 1931   |
| Charles Dumont                                                | 27 gennaio 1931   | 20 febbraio 1932  |
| Georges Leygues                                               | 3 giugno 1932     | 2 settembre 1933  |
| Albert Sarraut                                                | 6 settembre 1933  | 30 gennaio 1934   |
| Louis de Chappedelaine                                        | 30 gennaio 1934   | 9 febbraio 1934   |
| François Piétri                                               | 9 febbraio 1934   | 1 giugno 1936     |
| Alphonse Gasnier-Duparc                                       | 1 giugno 1936     | 22 giugno 1937    |
| César Campinchi                                               | 22 giugno 1937    | 18 gennaio 1938   |
| William Bertrand                                              | 18 gennaio 1938   | 13 marzo 1938     |
| César Campinchi                                               | 13 marzo 1938     | 16 giugno 1940    |
| François Darlan                                               | 16 giugno 1940    | 18 aprile 1942    |
| Émile Muselier (commissario della Marina, Francia Libera)     | 24 settembre 1941 | 4 marzo 1942      |
| Philippe Auboyneau (commissario della Marina, Francia Libera) | 4 marzo 1942      | 7 giugno 1943     |
| Gabriel Auphan                                                | 18 aprile 1942    | 18 novembre 1942  |
| Jean-Marie Charles Abrial                                     | 18 novembre 1942  | 26 marzo 1943     |
| Henri Bléhaut                                                 | 26 marzo 1943     | 19 agosto 1944    |
| Louis Jacquinot (commissario della Marina, Francia Libera)    | 9 novembre 1943   | 10 settembre 1944 |
| Louis Jacquinot (Governo provvisorio)                         | 10 settembre 1944 | 21 novembre 1945  |
| Louis Jacquinot                                               | 22 gennaio 1947   | 22 ottobre 1947   |